# The Garden (Red Hot Chili Peppers)
The Garden is een livealbum van de Red Hot Chili Peppers uit 1996, toen gitarist John Frusciante uit de band was en was vervangen door Dave Navarro. Het album is opgenomen tijdens het concert in 1996 in de Madison Square Garden in New York. Op het concert werden niet alleen een hoop nummers van het enige album met Dave Navarro, 'One Hot Minute', gespeeld, maar ook oudere nummers uit de tijd van gitaristen Hillel Slovak en John Frusciante.

## Tracklist
1. Freaky Styley Jam - 2:19
2. Suck My Kiss - 6:06
3. Give It Away - 6:57
4. Warped - 4:25
5. Walkabout - 6:58
6. Come As You Are - 0:14
7. Backwoods - 6:01
8. My Friends - 5:25
9. Sound & Vision - 1:09
10. Higher Ground - 3:33
11. Pea - 2:06
12. Coffee Shop - 4:01
13. One Big Mob - 4:42
14. Under The Bridge - 4:46
15. Me & My Friends - 3:18
16. Deep Kick - 6:37
17. I Wanna Be Your Dog - 7:41
18. Nevermind - 2:58